# 2172 Plavsk
2172 Plavsk је астероид главног астероидног појаса чија средња удаљеност од Сунца износи 2,897 астрономских јединица (АЈ).
Апсолутна магнитуда астероида је 12,1.